# Virila de Navarra
San Virila (en euskera: Birila; ¿870? - 950) fue un monje benedictino y abad del Monasterio de San Salvador de Leyre, en Navarra, venerado como santo popular en la Iglesia Católica. Nació posiblemente en Tiermas, en el antiguo Reino de Pamplona, y es recordado por la leyenda que lo vincula con el misterio de la eternidad. Su festividad se celebra el 1 de octubre en algunas regiones y el 3 de octubre en otras. Aparece en documentos históricos del año 928 y se le considera una figura devocional local.

## Biografía
La información sobre la vida de San Virila es limitada, siendo principalmente reconocido por su papel como abad en el Monasterio de Leyre, en la actual Navarra. La única referencia documental de su vida aparece en un registro de 928 firmado por el obispo Galindo de Pamplona, que se encuentra preservado en el "Libro Gótico" de la catedral de Pamplona.
El culto a San Virila comenzó a expandirse en Navarra durante el reinado de Sancho III "el Mayor", en el siglo XI, quien fomentó la veneración de figuras religiosas locales como parte de la consolidación cultural del reino. Su devoción popular también se relaciona con el culto a las santas mártires Nunilo y Alodia, quienes fueron veneradas en el mismo Monasterio de Leyre junto a San Virila.
Desde entonces, la figura de San Virila ha permanecido en la memoria religiosa de Navarra, especialmente a través del Camino de Santiago, que pasa cerca del monasterio, contribuyendo a la preservación de su culto y su leyenda en la tradición cristiana navarra.

## Leyenda de San Virila
La figura de San Virila está profundamente ligada a una popular leyenda que explora el misterio de la eternidad y la percepción humana del tiempo. Según esta tradición, en un día de primavera, el abad Virila se encontraba paseando por el bosque que rodea el Monasterio de Leyre. Durante su caminata, meditaba intensamente sobre la naturaleza del gozo eterno y la inmortalidad, un misterio que le resultaba incomprensible. En ese momento, su atención fue capturada por el canto de un ruiseñor, cuyo trino melodioso lo envolvió de tal manera que se sentó junto a una fuente para escucharlo mejor, quedándose profundamente dormido.
Al despertar, Virila notó que algo en el monasterio había cambiado: las edificaciones eran distintas y desconocidas para él, y ninguno de los monjes presentes parecía reconocerlo. Después de consultar los archivos de la abadía, se descubrió que él era el abad Virila, quien había desaparecido trescientos años antes.
La moraleja de esta historia radica en la comparación entre la percepción humana y la eternidad divina. La leyenda enseña que, si el simple canto de un pájaro puede hacer que trescientos años se sientan como un instante, los gozos de la eternidad deben ser aún más incomparables y sublimes.
La leyenda culmina con un acto simbólico: un ruiseñor entra al monasterio llevando un anillo en su pico y lo coloca en el dedo de Virila. Este acto representa el vínculo renovado entre Virila y su vida monástica. Tras este hecho milagroso, el abad recupera su papel en la comunidad y permanece en el monasterio hasta su muerte, habiendo comprendido finalmente el mensaje divino sobre la eternidad y la paz que brinda.

## Veneración
San Virila es venerado como un santo de culto local en Navarra, y su festividad se celebra en distintas fechas, principalmente el 1 de octubre y el 3 de octubre. Su devoción se ha mantenido viva gracias al Camino de Santiago, que pasa cerca del Monasterio de Leyre, permitiendo que la historia y el culto de San Virila se transmitan entre los peregrinos y devotos.
En el siglo XII, los cistercienses adoptaron y promovieron el culto a San Virila, considerando su vida y leyenda como ejemplo de la espiritualidad contemplativa. El orden cisterciense lo incluyó en su lista de santos, difundiendo su devoción en sus monasterios y fortaleciendo su estatus en el ámbito cristiano navarro.
Cerca del monasterio se encuentra la fuente de San Virila, un sitio de gran simbolismo que rememora la leyenda del abad y su experiencia de revelación divina. Este lugar se ha convertido en un punto de devoción y peregrinación, al que los visitantes acuden para rendir homenaje al santo y reflexionar sobre la eternidad, en un entorno que evoca su historia de fe y contemplación.

## Similitudes con Ero de Armenteira
La leyenda de San Virila presenta paralelismos significativos con la historia de San Ero de Armenteira, un noble y abad gallego del Monasterio de Armenteira cuya leyenda también está marcada por el misterio de la eternidad. En el relato gallego, Ero de Armenteira escucha el canto de un ruiseñor mientras medita sobre la vida eterna, y el sonido lo transporta en el tiempo, de forma similar a la experiencia de San Virila. Al regresar a su monasterio, Ero descubre que ha pasado un largo período de tiempo, durante el cual todo a su alrededor ha cambiado.
Esta leyenda fue inmortalizada en las Cantigas de Santa María de Alfonso X el Sabio, específicamente en la cantiga 103, que recoge la historia de San Ero de Armenteira y su experiencia de asombro ante la eternidad. Esta cantiga forma parte de una de las principales compilaciones poéticas medievales en gallego-portugués y fue usada por Alfonso X para divulgar enseñanzas religiosas a través de relatos populares.
Estas historias reflejan el simbolismo de la contemplación y la trascendencia del tiempo humano frente a la eternidad divina. Tanto la leyenda de San Virila como la de San Ero de Armenteira muestran cómo el gozo espiritual y la meditación sobre lo eterno pueden hacer que el tiempo terrestre se desvanezca, subrayando una enseñanza religiosa sobre la naturaleza y el valor de la vida eterna en la fe cristiana.

## San Birilaren Iturri: la ruta de San Virila
En las cercanías del Monasterio de Leyre, se encuentra una fuente conocida como San Birilaren Iturri o Fuente de San Virila, un lugar simbólico vinculado a la leyenda del santo. Esta fuente es accesible a través de una popular ruta de senderismo que atrae a numerosos devotos y visitantes interesados en recorrer los paisajes donde se desarrolló la leyenda de San Virila. 
La ruta hacia la fuente está bien señalizada y se integra como parte de las experiencias de espiritualidad y naturaleza ofrecidas en el entorno del monasterio. Sin embargo, debido a algunos tramos montañosos, el sendero no es adecuado para sillas de ruedas ni accesible para personas con movilidad reducida. La caminata hacia la fuente tiene una duración aproximada de 30 minutos, ofreciendo vistas panorámicas y un recorrido inmersivo en la tranquilidad de la naturaleza.
La Fuente de San Virila representa para muchos una conexión directa con la leyenda del abad y es un lugar de reflexión espiritual para los peregrinos que visitan Leyre y sus alrededores. Además, forma parte de los atractivos turísticos y religiosos que enriquecen el patrimonio cultural de Navarra, vinculando el misticismo de la leyenda con la práctica de senderismo en un entorno natural de gran belleza.